# هاينز كوهوت
هاينز كوهوت محلل نفسي نمساوي أمريكي، ولد في فيينا عام 1913. عُرف بتطويره دراسات علم نفس الذات، مدرسة تأثرت بفكر التحليل النفسي والديناميكية النفسية، التي ساعدت على تحويل الممارسة الحديثة لأساليب المعالجة التحليلية والديناميكية. تدور معظم أعماله ومؤلفاته حول النرجسية، باعتبارها المساهمة الرئيسية.

## حياته الشخصية
وُلد في فيينا في 3 مايو عام 1913، حيث قضى معظم طفولته، ثم بدأ مسيرته في دراسة الطب لينتهي منه عام 1938. وقد عمل كطبيب نفسي بعد أن أنهى تكوينه العلمي مع أوجست أيشورن. في عام 1940، وقبل اضطهاد النازية، ترك النمسا ووصل إلى الولايات المتحدة الأمريكية.
أدى عمله مع المرضى الذين يعانون من اضطرابات في الشخصية إلى اهتمامه وتأثره عن قرب بالنرجسية. ونتيجة للصعوبات النظرية التي واجهت المنهج الفرويدي التقليدي، قدم كوهوت تعديلات، مُستندًا إلى معرفته بالتحويلات النرجسية.
وصف التحولات النموذجبة لمرضى النرجسية مثل التحول في المرآة والتحول والتحول المثالي. وقام أيضًا بتعديل مفهوم عقدة أديب، التي وصفها فرويد، مُقترحًا نموذج مفهوم تليماخوس، الذي يُعد أكثر عقلانية وأقرب إلى واقع الطفل.
كان رئيسًا للجمعية الأمريكية للتحليل النفسي، التي لم تمنعه من تطوير آراءه الأصلية، في مسقط رأسه في شيكاغو، ولا سيما في تكوينها وتشكلها، وعدم اقتصارها فحسب على الأطباء. كما أنه أعاد إدخال مصطلح التقمص الوجداني في العلاج النفسي.
تُعتبر إسهاماته في تقنية التحليل النفسي والعلاج النفسي ضخمة، ويُعد واحدًا من أبرز الشخصيات في الطب النفسي القرن العشرين. ولا يُمكن إنكار أو تجاهل إسهاماته في النرجسية وطرق التحولات النفسية في التحليل النفسي المُعاصر. وتُوفي في شيكاغو بالولايات المتحدة في 8 أكتوبر عام 1981.